# 만분의 일초
만분의 일초(IRON MASK)는 한국에서 제작된 김성환 감독의 2023년 액션, 드라마, 스릴러 영화이다. 주종혁 등이 출연하였다.

## 출연
- 주종혁 - 재우 역
- 문진승 - 태수 역
- 이주연 - 우수아 역
- 장준휘
- 최민철